# Helgdagskväll i timmerkojan
Helgdagskväll i timmerkojan är en av författaren Dan Anderssons mest välkända dikter. Den ingår i novell- och diktsamlingen Kolvaktarens visor som gavs ut 1915. Dikten tonsattes 1926 av Sven Scholander. 
Helgdagskväll i timmerkojan är ofta inspelad på skiva och är det inledande spåret på Thorstein Bergmans första LP med Dan Andersson-visor, som gavs ut 1967. Andra artister som spelat in visan är till exempel Harry Brandelius, Hootenanny Singers, Staffan Hellstrand, Hasse Thor, Peter Carlsson och Sofia Karlsson
Harry Brandelius med ackompanjemang av luta sjöng in den i Stockholm den 29 juli 1938. Sången utgavs på 78-varvaren His Master's Voice X 6108.